# 金山浦站
金山浦站（韓語：금산포역）是位于朝鮮民主主義人民共和國黃海南道殷栗郡金山浦劳动者区的一個鐵路車站。屬於殷栗線。

## 邻近车站
殷栗線
殷栗站 - 金山浦站 - 铁矿站